# Magica (группа)
Magica — румынская пауэр-метал-группа.

## История
Группа была образована в 2002 году гитаристом Богданом Коштя. На тот момент он играл в группе Interitus Dei. Поводом для создания нового проекта стало желание Богдана играть свою любимую музыку: смесь хеви-метала и мелодик-рок.
Запись первого альбома началась весной 2002 года. Материал был готов после двух месяцев работы. Альбом, получивший название «The Scroll of Stone», был выпущен в Румынии лейблом «Sigma Records» и получил положительные отзывы от прессы. Второй альбом, «Lightseeker», вышел в октябре 2004 года. В 2006 году группа отправилась в турне по Европе. В ходе этого тура Magica выступала на разогреве у таких групп, как After Forever, Nightmare, Apocalyptica и Leaves’ Eyes.
Третий альбом получил название «Hereafter» и вышел 19 октября 2007 года на лейбле AFM Records. Также, было снято два клипа на песни «All waters have the colour of drowning» и «Entangled».
Следующий альбом был назван «Wolwes and withes»". Он вышел на AFM Records в октябре 2008. В 2010 году группа записала и выпустила пятый альбом — «Dark diary»

## Текущий состав
- Ana Mladinovici — вокал
- Bogdan «Bat» Costea — гитара
- Emy — гитара
- Bogdan Avrigeanu — бас-гитара
- 6Fingers — клавишные
- Hertz — ударные

## Бывшие участники
- Adrian Mihai (2002—2003) — ударные
- Viorel Raileanu (2002—2003) — клавишные
- Valentin «ÎngerAlb» Zechiu (2002—2008) — бас-гитара
- Cristi «Beavis» Bârlă (2003—2008) — ударные
- Sorin Vlad (2007—2008) — бас-гитара

## Дискография
- The Scroll of Stone (2002)
- Lightseeker (2004)
- Hereafter (2007)
- Wolves and Witches (2008)
- Dark Diary (2010)
- Center Of The Great Unknown (2012)